# Ramon Xammar i Vidal
Ramon Xammar i Vidal (Barcelona, 7 de març de 1930 – 2012) va ser un jesuïta, agrònom i activista social català, conegut pel seu compromís en l'àmbit de l'agricultura i la cooperació internacional.

## Biografia
Fill de Casimir Xammar, nascut a Lleida, i de Maria Vidal, nascuda a Barcelona, i germà gran del jesuïta Francesc Xammar i Vidal. Ramon Xammar va estudiar el batxillerat al Col·legi Casp de Barcelona abans d'ingressar a la Companyia de Jesús a Veruela (Saragossa), on va cursar els estudis d'Humanitats. Posteriorment, es traslladà a Barcelona, on va estudiar Filosofia i Teologia a la Facultat de Sant Francesc de Borja de Sant Cugat del Vallès, que formava part de la Facultat de Teologia de Catalunya, i va continuar la seva formació en Agronomia a Tolosa (França) i Economia a ESADE (Barcelona).

### Activitat professional
A principis de la dècada del 1970, Xammar va començar a treballar en els projectes d’Intermón, una organització que a la dècada dels 70 es va constituir com a laica i independent, amb l'objectiu de generar transformacions socials a països necessitats. Va ser a Bolívia on va desenvolupar una part important de la seva tasca, en ciutats com La Paz, Cochabamba, Charagua i Camiri, col·laborant amb el Centro de Estudios Amazónicos (CEAM) i el Centro de Investigación y Promoción Campesina (CIPCA). En aquest context, Xammar va ser una figura clau per a la implementació de tècniques innovadores per als camperols, com l’ús de centres de logística i hivernacles, amb l'objectiu de superar l'economia de subsistència.
A més del seu treball tècnic, va impartir classes a diverses institucions educatives, com la Facultat Agropecuària de la Universitat Nacional de Bolívia, l’Escola Agrícola de San Benito i a diverses escoles agropecuàries de l'organització Fe y Alegría a Paraguai, en llocs com Mons, Marisevich (Concepción) i Ko'e Pyhau a Kamba Rembé (San Pedro, departament de Caaguazú).

#### Projectes a Raimat
A finals dels anys 50, la vídua de Manuel Raventós Domènech va cedir uns terrenys a la comunitat jesuïta de Catalunya, situats a Raimat (Lleida), on es va començar la construcció del Col·legi Claver i del Celler de Raimat. Ramon Xammar va formar part de l’equip tècnic que va transformar aquests terrenys, que inicialment eren erms, en una finca agrícola pionera. Aquest projecte va ser un dels més destacats de la seva tasca a Catalunya.

### Fotografia i testimoniatge visual
Ramon Xammar va ser també un gran aficionat a la fotografia. Allà on anava, intentava enregistrar en imatges el que observava, com si es tractés d'una pintura costumista. Quan va estar uns anys allotjat en el complex vitícola que formava el Celler Raimat i l'escola dels jesuïtes Col·legi Claver-Raimat, va voler capturar en detall tota la feina del camp que s'hi desenvolupava. Això va coincidir amb els anys 70, una època en què començava a aflorar la modernització de la producció fructícola a les terres de Lleida.
Aquesta passió per la fotografia la va desenvolupar a través d’aproximadament 5.500 diapositives de temàtica agrícola que va anar recopilant durant aquesta dècada. Les imatges reflecteixen el dia a dia dels treballadors de Raimat i també documentaven els utensilis i les tècniques agrícoles d'aquell moment. Aquest conjunt de diapositives forma part del seu llegat visual. A més, Xammar va deixar un important testimoniatge fotogràfic dels anys 80 i 90, en què va capturar el desenvolupament de projectes agrícoles a Amèrica del Sud (Bolívia, Paraguai, Perú) i a Àfrica (Txad).
Ramon Xammar va mantenir un fort compromís amb els projectes socials i educatius als països en desenvolupament, sent apreciat per la seva professionalitat i, sobretot, per la seva humanitat. Va continuar en contacte amb molts dels seus companys i col·laboradors fins als seus últims anys. La seva trajectòria fotogràfica va acabar quan es traslladà al servei de l'arxidiòcesi de Barcelona, adscrit a la Parròquia de Santa Anna de Barcelona.
Ramon Xammar va morir el 2012 a la ciutat de Barcelona, deixant un llegat de treball i dedicació a la cooperació internacional i a la millora de les condicions de vida dels camperols.
El seu fons documental va ser donat a la Universitat de Lleida i consta de 5.500 diapositives, aproximadament, de temàtica agrícola. El fons inclou també una petita part d'impressions fotogràfiques, monografies i correspondència.